# NGC 6517
NGC 6517 (другое обозначение — GCL 81) — шаровое скопление в созвездии Змееносец.
Этот объект входит в число перечисленных в оригинальной редакции «Нового общего каталога».